# Pristimantis leptolophus
Eleutherodactylus leptolophus là một loài động vật lưỡng cư trong họ Strabomantidae, thuộc bộ Anura. Loài này được Lynch mô tả khoa học đầu tiên năm 1980.